# Кінотеатри Чернігова
Вперше кінотеатр у Чернігові з'явився у 1907 році й одразу завоював популярність у чернігівців. Через це вже наступного року в місті було кілька кінотеатрів. За радянської влади зберегли два дореволюційні театри, а у другій половині XX століття їх замінили кількома новими.
Станом на 2021 року в місті діє один кінотеатр — «Multiplex» у ТРЦ «Hollywood».

## Дореволюційна доба
Наприкінці січня 1897 року у міському театрі з допомогою апарата Люм'єра вперше крутили «живі картинки». В антракті грав оркестр, а квиток до сінематографу коштував від півтора до 7 рублів.
Однак перший кінотеатр з'явився тільки у 1907 році. Він називався «Синематографъ-Иллюзіонъ» і знаходився у дерев'яному будинку по вулиці Шосейній (нині проспект Миру). Власник кінотеатру, окрилений успіхом і прибутками, через кілька років звів нове двоповерхове приміщення під кінотеатр, який відтепер називався «Наука і життя», хоч старожилам Чернігова він був відомий як кінотеатр Раковського. Він був збережений за радянської влади, але під офіційною назвою — «Перший радянський кінотеатр». Кінотеатр працював до початку німецько-радянської війни, а двоповерхова будівля збереглася понині.
Майже водночас із «Синематографъ-Иллюзіоном», на протилежному боці Шосейної вулиці з'явився кінотеатр «Люксъ», а у 1910 році на розі Шосейної і Богоявленської (нині вулиця Шевченка) з'явився кінотеатр «Мираж». Крім того, є згадки про кінотеатри «Штремеръ» і «Экспрессъ».
Гліб Лазаревський, у спогадах про Михайла Коцюбинского, приділив увагу кінематографу в Чернігові:
Головною розвагою тоді у Чернігові було кіно, що допіру з'явилося. Михайло Михайлович дуже любив кіно, передбачав йому блискуче майбутнє. Майже на кожній прем'єрі я бачив Михайла Михайловича, здебільшого з дружиною. Ми уклонялися один одному і з захопленням дивилися на екран, де під звуки розбитого піаніно примітивно смішив людність Макс Ліндер, хвилювали Франческа Бертіні, Віра Холодна, Володимир Максимов…

## Радянський період
По встановленні радянської влади лишили два кінотеатри — вже згадані «Перший радянський» і «Міраж».
У 1935 році відкрили найбільший кінотеатр «Комсомольський» — на 500 місць.

### Кінотеатр імені М.О.Щорса

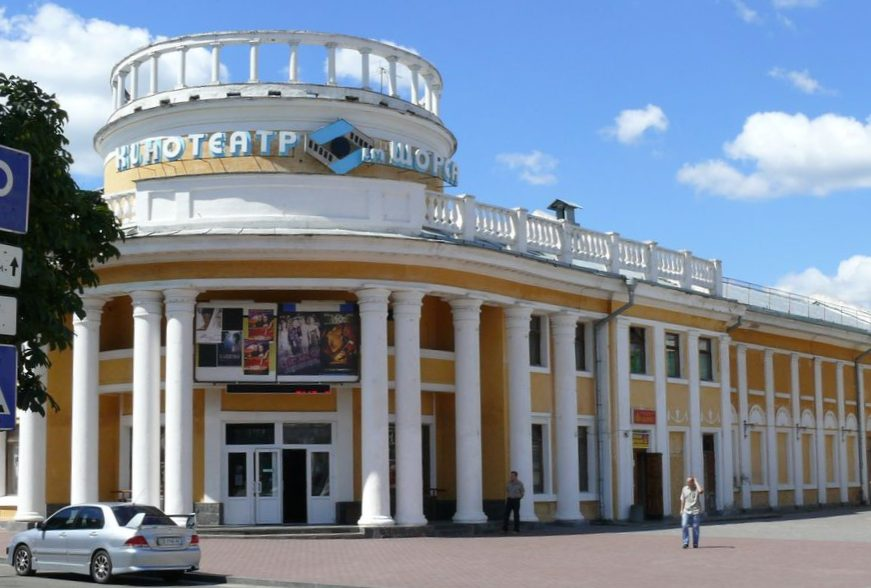
Кінотеатр імені М. О. Щорса

Водночас почали будівництво кінотеатру імені М. О. Щорса на 450 місць. Його було завершено у 1939 році і 10 серпня відбулось урочисте відкриття. Першим фільмом, який показали чернігівцям, була стрічка українського режисера Ігоря Савченка «Вершники» за однойменним твором Юрія Яновського. У наступні дні демонстрували фільм Олександра Довженка «Щорс», що знімали на Чернигівщині.
У роки війни кінотеатр був майже повністю зруйнований (вцілів фасад). Його відновили у 1947 році. І відтоді кінотеатр на деякий час став єдиним центром культурного життя міста. У 1950-ті роки, окрім показу фільмів, тут проводили концерти духового оркестру і вечірні танці. Кінотеатр надовго став місцем побачень і зустрічей.
З 1958 року у кінотеатрі з'явилося широкоформатне кіно, а після реконструкції 1962 року до Блакитної зали додали Червону (на 560 місць) і Круглу (на 70 місць). Будівля кінотеатру була місцем проведення концертів духового оркестру та вечірніх танців. У повоєнні роки і до 1971 року — відкриття кінотеатру «Жовтень» на вулиці Гагаріна — кінотеатр був єдиним у Чернігові.
1993 року повністю згоріла Блакитна зала, 1995 року будівля була знову реконструйована.
У 2017 році кінотеатр було закрито, з того часу у будівлі розміщується Чернігівський обласний молодіжний центр.
27 лютого 2022 року будівля була сильно пошкоджена (частина зруйнована) ракетним ударом російських військ під час облоги міста в ході російського вторгнення в Україну.

### Дрібні кінотеатри післявоєнної доби
У 1945 році на Валу, за теперішнім історичним музеєм, було збудовано дерев'яний літній кінотеатр «Десна». 7 листопада 1960 року відкрили кінотеатр на 352 місця (архітектор Ю. Кушніренко) імені Довженка на П'яти кутах. У 1971 році — кінотеатр «Жовтень» на Старій Подусівці.
У 1970-ті роки завод Чернігівський завод спеціального автотранспорту почав випуск пересувних кінотеатрів на базі автобуса АСЧ-03, котрі відправляли по сільський місцевості і підприємствах міста.
У приміщенні Кінотеатру імені Довженка нині розташовано ляльковий театр. Кінотеатр «Жовтень» з 1990-х років здавали в оренду, а потім закинули. Літній театр на Валу згорів у 1998 році.

### Кінотеатр «Дружба»
«Дружбу» збудували у 1975 році. У 1998 році він був закритий. А з 2001 року кінотеатр відновлено.
З 22 березня 2012 року кінотеатр почав демонстрацію фільмів у новому цифровому 2D та 3D форматах.
У 2014 році ставилося питання банкрутства і закриття кінотеатру. 27 січня 2016 року відбувся останній сеанс кінотеатру і він був закритий. Після цього підприємство було передано на баланс «Чернігівкіно» і сеанси з 5 лютого було відновлено.
Кінотеатр зачинено 2 вересня 2019 року.

### Кінотеатр «Побєда»
У 1985 році збудували останній кінотеатр — «Победа» — на розі вулиці Рокосовського і вулиці Шевченка. Кінотеатр мав три зали. Назву дали на честь сорокової річниці перемоги над німецькими загарбниками.
З 2012 року як кінотеатр не функціонує.

## XXI століття
У вересні 2015 році в Чернігові відкрився ТРЦ «Hollywood». В ньому знаходиться кінотеатр мережі «Multiplex», що має 6 залів. Нині він є єдиним діючим кінотеатром у місті.